# Compostos de valència mixta
Compostos de  valència mixta  són aquells compostos (típicament orgànics) que presenten radicals lliures, és a dir, electrons desaparellats, que poden deslocalitzar entre dues posicions, i aquells compostos (típicament inorgànics) que tenen dos metall és en diferent estat d'oxidació, i en què és possible la transferència electrònica d'un a un altre. En els compostos de valència mixta no és adequat assignar estats d'oxidació sencers a cada àtom.

## Exemples
Exemples de compostos de valència mixta són:
- El complex de Creutz-Taube, amb dos ions ruteni II/III
- L'anió de ful·lerè dirreduït
- Algune metal·loproteïna que participa en processos reducció-oxidació (redox)
- Els bronzes de tungstè